# Tinctura opii

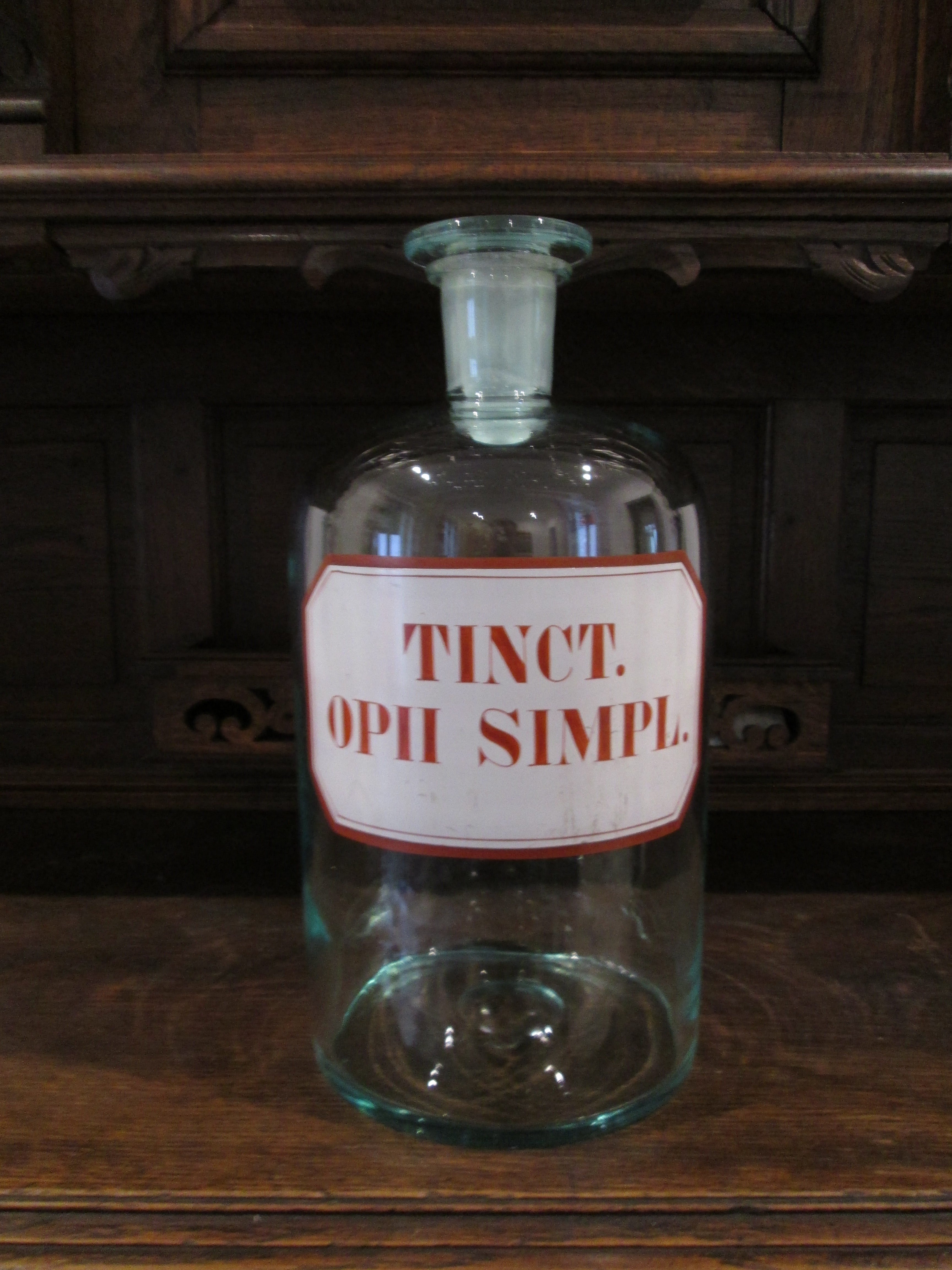
Flacone per tintura di Oppio utilizzata nelle farmacie tra la fine del XIX e l'inizio del XX secolo.

La Tinctura opii normata PhH VIII (Farmacopoea Svizzera) nota anche come Tinctura Thebaica per l'oppio proveniente da Tebe in Egitto, già menzionata nella Farmacopea di Edimburgo del 1756, è una sostanza psicoattiva stupefacente usata, soprattutto in passato, anche per scopi terapici.

## Produzione della tintura
I pericarpi del papavero non ancora maturi vengono intaccati, da essi nasce un succo gommoso chiamato oppio crudo. La tinctura opii si produce per percolazione in soluzione acquosa (o debolmente alcolica) dalla droga (oppio crudo) o dall'estratto.

## Composizione
La tinctura opii contiene circa 30 alcaloidi noti e altre sostanze come, per esempio, acido meconico. I più noti alcaloidi contenuti sono: morfina, codeina, papaverina, tebaina, narcotina, noscapina.

## Modalità di assunzione
L'assunzione di derivati oppiacei può avere pericolose interazioni farmacologiche quando, in concomitanza all'assunzione, si è sotto terapia medico-farmacologica di qualsiasi tipo. La posologia e le indicazioni d'uso variano rispetto alla patologia ed alle caratteristiche psicofisiche del soggetto e possono essere decisi solo sotto controllo medico.

### Effetti
Gli effetti influenzano le funzioni sensoriali, psicomotorie e cognitive:
- sul sistema nervoso centrale: euforizzante, sedativo-ipnotico, respirodepressivo, analgesico, antitossivo, emetico in prima fase, antiemetico in seconda fase
- sul sistema nervoso periferico (neurovegetativo): miosis (pupilla < 2 mm), ridotta motilità intestinale, contrazione piloro (muscolo uscita stomaco) e muscolo vescicale urinario.[9]

### Usi medici
di Tinctura Opii verso monosostanze specifiche (morfina, codeina):
- spasmolisi nel sistema gastrointestinale
- complicazioni polmonari malaria[10]

## Dati medici / terapeutici
- Dosi usate in terapia internamente: da 5 a 10-15 gocce[5]

## Vendita e distribuzione
Questa sostanza, inserita nella X edizione della Farmacopea Ufficiale europea, può essere confezionata in modo estemporaneo da farmacisti autorizzati alla preparazione di farmaci magistrali. A causa del suo contenuto in oppio la sua prescrizione cade nel gruppo delle sostanze stupefacenti (II categoria), per le quali il medico deve usare un ricettario e una procedura speciale, riservato alle sostanze stupefacenti.
Di conseguenza anche il soggetto deve porre tutte le attenzioni d'uopo nei confronti delle sostanze stupefacenti, in modo da non commettere reati, in particolare:
1. deve conservare copia della ricetta, assieme al trasporto e alla conservazione del farmaco.
2. la persona che ritira il farmaco deve essere maggiorenne e presentarsi al farmacista fornito di un documento di riconoscimento.
3. in caso di perdita della ricetta, deve sporgere denuncia all'Autorità Giudiziaria.
4. deve provvedere ad eliminare gli eventuali avanzi alla fine della terapia. È consigliabile restituirli in farmacia e far registrare la consegna, in quanto, se se ne appropriasse un tossicodipendente per farne un uso improprio e l'Autorità Giudiziaria lo trovasse senza ricetta d'accompagnamento, potrebbe scaturire per l'iniziale proprietario l'accusa di spaccio di sostanze stupefacenti, incorrendo in un reato.[14]